# Eleições no Território Federal do Acre em 1950
As eleições no território federal do Acre em 1950 ocorreram em 3 de outubro como parte das eleições gerais no Distrito Federal, em 20 estados e nos territórios federais do Amapá, Rondônia e Roraima. Neste caso, a Lei Constitucional Número Nove e o Decreto-Lei n.º 7.586 determinaram que os acrianos seriam representados por dois deputados federais, algo ratificado pela Constituição de 1946.

## Resultado da eleição para deputado federal
Conforme o acervo do Tribunal Superior Eleitoral, foram apurados 8.984 votos nominais (99,48%), nenhum voto de legenda, nenhum voto em branco e 52 votos nulos (0,52%), resultando no comparecimento de 9.036 eleitores.

### Chapa do PSD
| Candidatos a deputado federal em 1950 | Partido | Votação | Percentual | Cidade onde nasceu     | Unidade federativa | Observações |
| José Guiomard                         | PSD     | 3.900   | 43,41%     | Santo Antônio do Monte | Minas Gerais       | [ 6 ]       |
| Hugo Carneiro                         | PSD     | 603     | 6,71%      | Belém                  | Pará               | [ 7 ]       |
| Lafaiete Veloso Rezende               | PSD     | 491     | 5,47%      |                        |                    |             |
| Fontes:                               |         |         |            |                        |                    |             |

### Chapa do PTB
| Candidatos a deputado federal em 1950 | Partido | Votação | Percentual | Cidade onde nasceu | Unidade federativa | Observações |
| Oscar Passos                          | PTB     | 2.035   | 22,65%     | Porto Alegre       | Rio Grande do Sul  | [ 12 ]      |
| Adalberto Sena                        | PTB     | 1.619   | 18,02%     | Cruzeiro do Sul    | Acre               | [ 13 ]      |
| Fontes:                               |         |         |            |                    |                    |             |

### Chapa da UDN
| Candidatos a deputado federal em 1950 | Partido | Votação | Percentual | Cidade onde nasceu | Unidade federativa | Observações |
| José Thomaz Nabuco de Oliveira Filho  | UDN     | 278     | 3,09%      |                    |                    |             |
| Fontes:                               |         |         |            |                    |                    |             |

### Chapa do PRP
| Candidatos a deputado federal em 1950 | Partido | Votação | Percentual | Cidade onde nasceu | Unidade federativa | Observações |
| Mário de Oliveira                     | PRP     | 58      | 0,65%      |                    |                    |             |
| Milton Braga Rola                     | PRP     | zero    | -          |                    |                    |             |
| Fontes:                               |         |         |            |                    |                    |             |